# Edwige-Renée Dro
Edwige-Renée Dro (década de 1980) es una escritora, traductora y activista literaria de Costa de Marfil. Es cofundadora del colectivo de literatura Abidjan Lit.

## Biografía
Edwige-Renée Dro aparece en el mundo de la industria editorial como una de las nuevas voces de escritores y escritoras de distintos países africanos dentro del relato corto. En 2014, gracias a sus relatos fue seleccionada para el proyecto de antología Africa39 impulsado por el Hay Festival y que recogía a los 39 escritores y escritoras jóvenes africanos menores de 40 años más prometedores. Fue incluida también en la antología Africa39: New Writing from Africa South of the Sahara editado por Ellah Allfrey en 2014. 
Ha utilizado las redes sociales para transmitir su visión del mundo y compartir sus relatos, trabajos y escritura en redes como Twitter. En 2015 publicó una serie de relatos cortos en la recopilación de Valentine´s Day Anthology 2015.
Retornó a su país natal después de trabajar como asistente de marketing y periodista en Reino Unido y es crítica con las condiciones de la escasa industria editorial de África y su inadecuado sistema de distribución. En 2016 Dro trabajaba en Ovillage como traductora y escritora, un espacio donde estuvo en contacto con personas emprendedoras y sacó adelante una revista literaria marfileña, un club de lectura africano y traducciones que pretenden dar a conocer lo que se escribía en francés a los lectores africanos anglófonos y lo que se escribía en inglés a los francófonos. Fue jueza del premio PEN International y también estuvo en el panel de jueces del Premio Etisalat de Literatura en 2016.

### Algunos de su proyectos son
La revista literaria Jalada, que en swahili significa biblioteca o archivo, que ha conseguido facilitar a escritoras y escritores africanos publicar sus trabajos.
Ha estado involucrada en otros proyectos como Writivism, y con el colectivo de literatura que cofundó en Abiyán perseguía promocionar la escritura de Costa de Marfil como ella misma puso de manifiesto:

Sea lo que sea Abidjan Lit, quiere poner los libros en el centro de la vida y en el corazón de las ciudades de Costa de Marfil. sino también ciudades de todo el mundo negro.

Es colaboradora de la antología de 2019 New Daughters of Africa, editada por Margaret Busby.
En marzo de 2020 abrió una biblioteca pública con un enfoque en la escritura de mujeres de África y la diáspora negra, ubicada en Yopougon, Abiyán, y llamada "1949" para conmemorar a las mujeres de Costa de Marfil que en 1949 marcharon contra el poder colonial. Está escribiendo una novela biográfica de Marie Séry Koré, una de las amazonas que se manifestaron contra los colonizadores en Costa de Marfil en 1949.

## Premios y reconocimientos
2018 Recibió una beca de escritura Morland como ganadora de The Miles Morland Foundation Writing Scholarship Cote d’Ivoire.